# Crimnologa
Crimnologa is een geslacht van vlinders van de familie bladrollers (Tortricidae).

## Soorten
- C. fletcheri Bradley, 1965
- C. perspicua Meyrick, 1920